# Natation à l'Universiade d'été de 2011
Navigation
2009 2013
Quarante épreuves de natation sportive et deux de nage en eau libre sont organisées dans le cadre de la 26e Universiade se tenant à Shenzhen en Chine. Ces épreuves de natation, auxquelles il faut ajouter un tournoi de water-polo, se déroulent entre le 13 et le 19 août 2011 au sein du Natatorium of Universiade Center pour les courses en bassin tandis que les épreuves en eau libre sont tenues dans la Baie des sept étoiles.

## Podiums

### Femmes
| Épreuves               | Or | Argent | Bronze |
| Nage libre             | Nage libre | Nage libre | Nage libre |
| ---------------------- | --- | --- | --- |
| 50 m                   | Aliaksandra Herasimenia (BLR) 24 s 66 | Darya Stepanyuk (UKR) 25 s 12 | Cate Campbell (AUS) 25 s 17                                                                                                   |
| 100 m                  | Tang Yi (CHN) 54 s 24 (RJ) | Darya Stepanyuk (UKR) 55 s 32 | Megan Romano (USA) 55 s 38 |
| 200 m                  | Melanie Costa (ESP) 1 min 57 s 98 | Lauren Boyle (NZL) 1 min 59 s 19 | Karlee Bispo (USA) 1 min 59 s 31                                                                                              |
| 400 m                  | Lauren Boyle (NZL) 4 min 7 s 78 | Melanie Costa (ESP) 4 min 7 s 97 | Stephanie Peacock (USA) 4 min 10 s 25                                                                                         |
| 800 m                  | Lauren Boyle (NZL) 8 min 26 s 30 | Haley Anderson (USA) 8 min 27 s 11 | Melanie Costa (ESP) 8 min 33 s 66                                                                                             |
| 1 500 m                | Haley Anderson (USA) 16 min 21 s 72 | Melanie Costa (ESP) 16 min 21 s 79 | Lauren Boyle (NZL) 16 min 26 s 37                                                                                             |
| Dos                    | | | |
| 50 m                   | Jennifer Connolly (USA) 27 s 92 (RJ) | Aliaksandra Herasimenia (BLR) 27 s 93 | Grace Loh (AUS) 28 s 37 |
| 100 m                  | Shiho Sakai (JPN) 1 min 0 s 28 | Jennifer Connolly (USA) 1 min 0 s 50 | Aliaksandra Herasimenia (BLR) 1 min 0 s 91                                                                                    |
| 200 m                  | Shiho Sakai (JPN) 2 min 9 s 75 | Hilary Caldwell (CAN) 2 min 11 s 12 | Duane da Rocha (ESP) 2 min 11 s 24                                                                                            |
| Brasse                 | | | |
| 50 m                   | Ann Chandler (USA) 31 s 13 | Tera Van Beilen (CAN) 31 s 45 | Valentina Artemyeva (RUS) 31 s 74                                                                                             |
| 100 m                  | Sun Ye (CHN) 1 min 7 s 53 | Tera Van Beilen (CAN) 1 min 8 s 24 | Satomi Suzuki (JPN) 1 min 8 s 45                                                                                              |
| 200 m                  | Sun Ye (CHN) 2 min 24 s 63 | Andrea Kropp (USA) 2 min 26 s 18 | Satomi Suzuki (JPN) 2 min 26 s 67                                                                                             |
| Papillon               | | | |
| 50 m                   | Lu Ying (CHN) 25 s 98 | Marieke Guehrer (AUS) 26 s 24 | Alice Mills (AUS) 26 s 53 |
| 100 m                  | Lu Ying (CHN) 57 s 86 (RJ) | Tomoyo Fukuda (JPN) 59 s 08 | Alice Mills (AUS) 59 s 11 |
| 200 m                  | Jessica Dickons (GBR) 2 min 8 s 91 | Natsumi Hoshi (JPN) 2 min 8 s 94 | Choi Hye-ra (KOR) 2 min 9 s 35                                                                                                |
| Quatre nages           | | | |
| 200 m                  | Izumi Kato (JPN) 2 min 13 s 52 | Choi Hye-ra (KOR) 2 min 14 s 17 | Liu Jing (CHN) 2 min 14 s 39                                                                                                  |
| 400 m                  | Madeline Dirado (USA) 4 min 40 s 79 | Miho Takahashi (JPN) 4 min 42 s 28 | Joerdis Steinegger (AUT) 4 min 43 s 30                                                                                        |
| Relais                 | | | |
| 4 × 100 m nage libre   | Australie Cate Campbell (55 s 26) Alice Mills (55 s 35) Jessica Morrison (55 s 82) Marieke Guehrer (53 s 60) 3 min 40 s 03 (RJ)                                                                      | États-Unis Kate Dwelley (55 s 22) Felicia Lee (55 s 38) Shannon Vreeland (55 s 46) Megan Romano (54 s 13) 3 min 40 s 19                                                                          | Chine Zhu Qianwei (55 s 31) Lu Ying (55 s 94) Liu Jing (55 s 67) Tang Yi (53 s 37) 3 min 40 s 29 Gao Chang                    |
| 4 × 200 m nage libre   | États-Unis Karlee Bispo (2 min 0 s 19) Chelsea Nauta (1 min 58 s 66) Kate Dwelley (1 min 58 s 76) Megan Romano (1 min 57 s 41) 7 min 55 s 02 (RJ) Alyssa Anderson Stephanie Peacock Shannon Vreeland | Nouvelle-Zélande Natasha Hind (2 min 0 s 57) Melissa Ingram (2 min 0 s 56) Amaka Gessler (1 min 59 s 87) Lauren Boyle (1 min 58 s 60) 7 min 59 s 60 Samantha Lucie-Smith                         | Chine Tang Yi (1 min 58 s 17) Zhu Qianwei (1 min 57 s 88) Liu Jing (2 min 0 s 88) Lu Ying (2 min 2 s 69) 7 min 59 s 62        |
| 4 × 100 m quatre nages | Chine Gao Chang (1 min 1 s 59) Sun Ye (1 min 6 s 81) Lu Ying (57 s 52) Tang Yi (53 s 23) 3 min 59 s 15 (RJ) Chen Huijia Zhu Qianwei                                                                  | États-Unis Jennifer Connolly (1 min 0 s 21, RJ) Ann Chandler (1 min 7 s 40) Lyndsay de Paul (58 s 84) Megan Romano (53 s 70) 4 min 0 s 15 Taylor Wohrley Micah Lawrence Felicia Lee Kate Dwelley | Japon Shiho Sakai (1 min 0 s 41) Satomi Suzuki (1 min 7 s 38) Tomoyo Fukuda (58 s 92) Yayoi Matsumoto (54 s 27) 4 min 0 s 98) |
| Nage en eau libre      | | | |
| 10 km                  | Rachele Bruni (ITA) 2 h 6 min 49 s 31 | Nadine Reichert (GER) 2 h 7 min 29 s 21 | Alice Franco (ITA) 2 h 8 min 42 s 77                                                                                          |

### Hommes
| Épreuves               | Or | Argent | Bronze |
| Nage libre             | Nage libre | Nage libre | Nage libre |
| ---------------------- | --- | --- | --- |
| 50 m                   | Lucio Spadaro (ITA) 22 s 30 | Adam Small (USA) 22 s 31 | Shinri Shioura (JPN) 22 s 37 |
| 100 m                  | James Feigen (USA) 49 s 26 | Norbert Trandafir (ROU) 49 s 41 | Shinri Shioura (JPN) 49 s 50 |
| 200 m                  | Matt McLean (USA) 1 min 47 s 44 | Clément Lefert (FRA) 1 min 47 s 78 | Sho Uchida (JPN) 1 min 49 s 06 |
| 400 m                  | David McKeon (AUS) 3 min 48 s 78 | Michael Klueh (USA) 3 min 48 s 84 | Sho Uchida (JPN) 3 min 51 s 93 |
| 800 m                  | Michael Klueh (USA) 7 min 52 s 31 | Rocco Potenza (ITA) 7 min 53 s 45 | Yohsuke Miyamoto (JPN) 7 min 56 s 29 |
| 1 500 m                | Rocco Potenza (ITA) 15 min 0 s 57 | Yohsuke Miyamoto (JPN) 15 min 4 s 86 | Sergiy Frolov (UKR) 15 min 6 s 17 |
| Dos                    | | | |
| 50 m                   | Ryōsuke Irie (JPN) 25 s 11 | Guy Barnea (ISR) 25 s 21 | Sergey Makov (RUS) 25 s 42 |
| 100 m                  | Gareth Kean (NZL) 54 s 71 | Juan Miguel Rando (ESP) 54 s 94 | Kurt Peter Bassett (NZL) 55 s 21 |
| 200 m                  | Ryōsuke Irie (JPN) 1 min 56 s 01 | Rexford Tullius (USA) 1 min 58 s 66 | Gareth Kean (NZL) 1 min 58 s 74 |
| Brasse                 | | | |
| 50 m                   | Glenn Snyders (NZL) 27 s 37 | João Junior (BRA) 27 s 60 | Mattia Pesce (ITA) 27 s 80 |
| 100 m                  | Giedrius Titenis (LTU) 1 min 0 s 39 | Glenn Snyders (NZL) 1 min 0 s 71 | João Júnior (BRA) 1 min 0 s 78 |
| 200 m                  | Glenn Snyders (NZL) Giedrius Titenis (LTU) 2 min 10 s 85 | | Kazuki Otsuda (JPN) 2 min 10 s 96 |
| Papillon               | | | |
| 50 m                   | Tim Phillips (USA) 23 s 51 | Paolo Facchinelli (ITA) 23 s 85 | Masayuki Kishida (JPN) 23 s 93 |
| 100 m                  | Tim Phillips (USA) 52 s 06 | Thomas Shields (USA) 52 s 62 | Paweł Korzeniowski (POL) 52 s 96 |
| 200 m                  | László Cseh (HUN) 1 min 55 s 87 | Robert Bollier (USA) 1 min 56 s 06 | Hidemasa Sano (JPN) 1 min 56 s 81 |
| Quatre nages           | | | |
| 200 m                  | László Cseh (HUN) 1 min 57 s 86 | Yuya Horihata (JPN) 1 min 59 s 74 | Yuma Kosaka (JPN) 1 min 59 s 81 |
| 400 m                  | László Cseh (HUN) 4 min 12 s 67 | Yuya Horihata (JPN) 4 min 13 s 66 | William Harris (USA) 4 min 15 s 40 |
| Relais                 | | | |
| 4 × 100 m nage libre   | États-Unis James Feigen (49 s 27) Tim Phillips (48 s 96) Kohlton Norys (48 s 73 Robert Savulich (48 s 88) 3 min 15 s 84 Daxon Hill Thomas Shields             | Brésil Marcos Macedo (50 s 02) Marcelo Chierighini (48 s 86) Henrique Martins (50 s 34) Nicolas Oliveira (48 s 08) 3 min 17 s 30                                          | France Clément Lefert (49 s 56) Guillaume Strohmeyer (50 s 14) Joris Hustache (49 s 48) Lorys Bourelly (49 s 60) 3 min 18 s 78 |
| 4 × 200 m nage libre   | États-Unis Michael Klueh (1 min 48 s 79) Daxon Hill (1 min 48 s 89) Matthew Bartlett (1 min 48 s 62) Matt McLean (1 min 47 s 24) 7 min 13 s 54 Thomas Shields | Japon Sho Sotodate (1 min 49 s 14) Yuya Horihata (1 min 48 s 08) Yuma Kosaka (1 min 49 s 30) Sho Uchida (1 min 48 s 14) 7 min 14 s 66                                     | Australie David McKeon (1 min 48 s 92) Mitchell Dixon (1 min 49 s 58) Kristopher Taylor (1 min 49 s 76) Nic Ffrost (1 min 49 s 32) 7 min 17 s 58 Luke Kerswell |
| 4 × 100 m quatre nages | Japon Ryosuke Irie (53 s 56) Ryo Tateishi (1 min 0 s 04) Masayuki Kishida (52 s 46) Shinri Shioura (48 s 96) 3 min 45 s 02 Kenji Kobase                       | États-Unis Rexford Tullius (55 s 15) George Klein (1 min 1 s 17) Tim Phillips (52 s 55) James Feigen (49 s 05) 3 min 37 s 92 Kohlton Norys Robert Savulich Thomas Shields | Nouvelle-Zélande Gareth Kean (54 s 24) Glenn Snyders (59 s 63) Kurt Peter Bassett (54 s 60) Matthew Stanley (50 s 28) Italie Sebastiano Ranfagni (55 s 17) Mattia Pesce (1 min 1 s 16) Paolo Facchinelli (53 s 27) Luca Leonardi (49 s 15) Francesco Pavone 3 min 38 s 75 |
| Nage en eau libre      | | | |
| 10 km                  | Simone Ruffini (ITA) 1 h 58 min 0 s 74 | Kirill Abrosimov (RUS) 2 h 0 min 3 s 35 | Yasunari Hirai (JPN) 2 h 0 min 5 s 54 |

## Tableau des médailles

### Natation sportive
| Rang  | Nation           | Or | Argent | Bronze | Total |
| ----- | ---------------- | -- | ------ | ------ | ----- |
| 1     | États-Unis       | 12 | 11     | 4      | 27    |
| 2     | Japon            | 6  | 7      | 12     | 25    |
| 3     | Chine            | 6  | 0      | 3      | 9     |
| 4     | Nouvelle-Zélande | 5  | 3      | 4      | 12    |
| 5     | Hongrie          | 3  | 0      | 0      | 3     |
| 6     | Italie           | 2  | 2      | 3      | 7     |
| 7     | Australie        | 2  | 1      | 5      | 8     |
| 8     | Lituanie         | 2  | 0      | 0      | 2     |
| 9     | Espagne          | 1  | 3      | 2      | 6     |
| 10    | Biélorussie      | 1  | 1      | 1      | 3     |
| 11    | Royaume-Uni      | 1  | 0      | 0      | 1     |
| 12    | Canada           | 0  | 3      | 0      | 3     |
| 13    | Brésil           | 0  | 2      | 1      | 3     |
| 13    | Ukraine          | 0  | 2      | 1      | 3     |
| 15    | Corée du Sud     | 0  | 1      | 1      | 2     |
| 15    | France           | 0  | 1      | 1      | 2     |
| 17    | Israël           | 0  | 1      | 1      | 2     |
| 17    | Roumanie         | 0  | 1      | 1      | 2     |
| 19    | Russie           | 0  | 0      | 2      | 2     |
| 20    | Autriche         | 0  | 0      | 1      | 1     |
| 20    | Pologne          | 0  | 0      | 1      | 1     |
| Total | Total            | 41 | 39     | 42     | 122   |

| Rang  | Nation    | Or | Argent | Bronze | Total |
| ----- | --------- | -- | ------ | ------ | ----- |
| 1     | Italie    | 2  | 0      | 1      | 3     |
| 2     | Allemagne | 0  | 1      | 0      | 1     |
| 2     | Russie    | 0  | 1      | 0      | 1     |
| 4     | Japon     | 0  | 0      | 1      | 1     |
| Total | Total     | 2  | 2      | 2      | 2     |